# Partito Democratico - Italia Democratica e Progressista
Partito Democratico - Italia Democratica e Progressista è stata la principale lista elettorale della coalizione di centro-sinistra in corsa alle elezioni politiche italiane del 2022. Lo stesso nome indica, altresì, il rispettivo gruppo parlamentare costituito nella seguente XIX legislatura.

## Storia
Il 29 luglio 2022 Enrico Letta, segretario del Partito Democratico, ha annunciato la formazione di una lista congiunta tra il Partito Democratico, Articolo Uno, il PSI e DemoS alle imminenti elezioni politiche.
L'11 agosto viene quindi presentata la lista Italia Democratica e Progressista, composta, oltre che dai soggetti annunciati in precedenza, anche da Radicali Italiani, Movimento Repubblicani Europei, Volt Italia ed Emilia-Romagna Coraggiosa.
Il 13 agosto aderiscono anche i moderati Centristi per l'Europa e i Moderati; questi ultimi decidono però, in seguito, di sciogliere l'alleanza col PD.
Il 20 agosto i Radicali Italiani annunciano che non inseriranno i propri candidati in lista, limitandosi a dare generica indicazione di voto per la coalizione di centro-sinistra.
La lista ottiene circa il 19% dei voti validi a livello nazionale, che si traduce in 57 deputati e 31 senatori nella parte proporzionale. Tra questi si distinguono cinque deputati di Articolo Uno (Roberto Speranza, Maria Cecilia Guerra, Nico Stumpo, Federico Fornaro e Arturo Scotto), la deputata Elly Schlein di Emilia-Romagna Coraggiosa e il deputato Paolo Ciani di DemoS. Nella parte maggioritaria la lista esprime 8 dei 12 deputati e 6 dei 7 senatori eletti con il centro-sinistra. Fra questi figurano il deputato Luca Pastorino di èViva, il senatore Pier Ferdinando Casini di Centristi per l'Europa, nonché i due senatori eletti nella Circoscrizione Trentino - Alto Adige: Piero Patton, vicino al movimento Campobase, e Luigi Spagnolli. Sono inoltre eletti 4 deputati e 3 senatori nella Circoscrizione Estero.
Una volta insediatisi i parlamentari sia alla Camera che al Senato si riuniscono nel gruppo Partito Democratico - Italia Democratica e Progressista. Vi si iscrivono tutti gli eletti della lista con l'eccezione del deputato Pastorino, che aderisce alla componente +Europa del Gruppo misto, e dei senatori Patton e Spagnolli, che entrano a far parte del gruppo Per le Autonomie. Si aggiunge a PD-IDP il deputato Bruno Tabacci, candidato con Impegno Civico - Centro Democratico ed eletto nella parte maggioritaria.
Alle elezioni regionali in Lombardia del 2023 viene presentata la lista Partito Democratico - Lombardia Democratica e Progressista, che unisce PD, PSI e Articolo Uno nella coalizione di centro-sinistra di Pierfrancesco Majorino. Ottiene il 21,82% dei voti e 17 consiglieri eletti, tutti del Partito Democratico.
Nel corso del 2023 Articolo Uno, èViva e Green Italia si sciolgono e confluiscono nel Partito Democratico.
La denominazione Italia Democratica e Progressista non verrà usata in successive tornate elettorali; alle europee del 2024 i membri rimanenti della lista si presentano in coalizioni contrapposte: il Partito Democratico, DemoS e Volt Italia in una lista unica con il simbolo del PD, il Partito Socialista in Stati Uniti d'Europa e il Movimento Repubblicani Europei nella lista Azione - Siamo Europei.

## Composizione
La lista è formata dai seguenti partiti:
| Partito | Partito                              | Ideologia principale          | Leader                             |
| ------- | ------------------------------------ | ----------------------------- | ---------------------------------- |
|         | Partito Democratico (PD)             | Progressismo Socialdemocrazia | Enrico Letta                       |
|         | Articolo Uno (Art.1)                 | Socialdemocrazia              | Roberto Speranza                   |
|         | Partito Socialista Italiano (PSI)    | Socialdemocrazia              | Enzo Maraio                        |
|         | Centristi per l'Europa (CpE)         | Cristianesimo democratico     | Pier Ferdinando Casini             |
|         | Democrazia Solidale (DemoS)          | Cristianesimo sociale         | Paolo Ciani                        |
|         | Movimento Repubblicani Europei (MRE) | Liberalismo sociale           | Luciana Sbarbati                   |
|         | Volt Italia (Volt)                   | Federalismo europeo           | Gianluca Guerra e Eliana Canavesio |
|         | Base Italia (BASE)                   | Liberalismo                   | Marco Bentivogli                   |
|         | Green Italia (GI)                    | Ecologismo                    | Annalisa Corrado e Carmine Maturo  |
|         | èViva                                | Socialismo democratico        | Francesco Laforgia                 |

1. 1 2 3  Candidature indipendenti

Sono altresì inclusi i seguenti movimenti regionali:
| Partito | Partito                   | Leader                |
| ------- | ------------------------- | --------------------- |
|         | Emilia-Romagna Coraggiosa | Elly Schlein          |
|         | Per la Puglia             | Sebastiano Leo        |
|         | Con Emiliano              | Alessandro Delli Noci |

## Risultati elettorali
| Elezione       | Elezione | Voti      | %     | Seggi    |
| -------------- | -------- | --------- | ----- | -------- |
| Politiche 2022 | Camera   | 5 356 180 | 19,07 | 69 / 400 |
| Politiche 2022 | Senato   | 5 225 456 | 18,96 | 40 / 200 |